# St. Patrick’s Cathedral (Fort Worth)

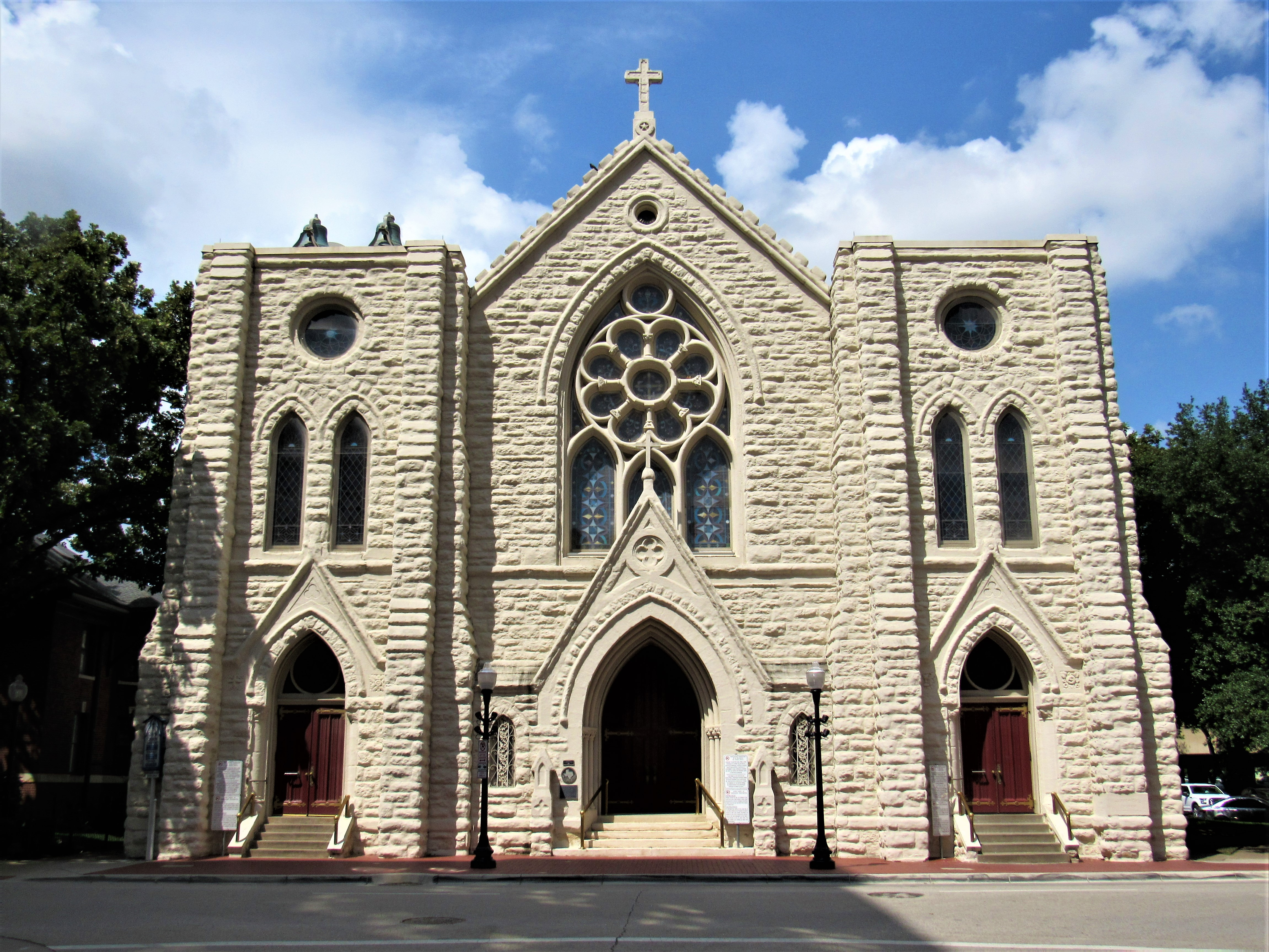
Fort Worth, St. Patrick’s Cathedral

Die St. Patrick’s Cathedral ist eine römisch-katholische Kirche in Fort Worth, Texas, USA.
Sie ist die Kathedrale des römisch-katholischen Bistums Fort Worth.

## Geschichte
Der Bau der St. Patrick’s Church wurde im Jahr 1888 begonnen und 1892 abgeschlossen. Sie ersetzte eine 1876 errichtete bescheidene Kirche zu Ehren des heiligen Stanislaus Kostka, die später bis zu ihrem Abbruch im Jahr 1908 als Schule genutzt wurde. 1953 erhielt St. Patrick’s den Status einer Co-Kathedrale des damaligen Bistums Dallas-Fort Worth. 1969 wurde das Bistum Fort Worth neu errichtet und St. Patrick’s wurde Kathedrale des neuen Bistums. Im Jahr 1985 wurde sie in das National Register of Historic Places aufgenommen.